# Думнония
Думно́ния (лат. Dumnonia) — одно из бриттских королевств, существовавшее на юге Британии с конца III по начало X века. Пределы королевства охватывали территорию современных графств Девон, Корнуолл и часть Сомерсета. В начальный период существования находилось в зависимости от Римской империи и входило в состав провинции Британия. В начале V века освободилось от власти Рима и представляло собой самостоятельное королевство со столицей в городе Кайр-Уиск (совр. Эксетер). В VIII—X веках завоёвано Уэссексом.

## Название и этническая основа
Этнической основой государства стало одно из бриттских племён — думнонии (лат. Dumnonii), упоминаемые в «Географии» Птолемея. Имя этого племени возводят к пракельт. *dubno-, имевшему одновременно значения «глубокий» и «мир (Вселенная)». Государство же получило своё название Dumnonia от наименования племени; в сочинении Гильды Премудрого «De Excidio et Conquestu Britanniae» данное название выступает в форме Damnonia — намёк на лат. damnatio ‘осуждение, проклятие’, отражавший негативное отношение Гильды к современному ему королю Думнонии Константину ап Кономору. Латинской форме Dumnonia соответствует название Dewnans на кельтском языке местных племён; именно к этому названию восходит и современное название графства Девон.
Западную часть территории Думнонии населяли корновии (лат. Cornovii). Считается, что это было не самостоятельное племя, а часть думнониев. К наименованию этого племени восходят первая часть названия полуострова Корнуолл и название корнцев — этнотерриториальной группы, ныне населяющей графство Корнуолл.

## История
До римского завоевания территорию позднейшей Думнонии заселяли думнонии. Племенного центра у думнониев не было.
В 43 году римское войско под командованием Авла Плавтия начало завоевание Британии. Уже около 48 года римский II Августов легион расположился в Думнонии; здесь, в районе города Иска Думнониорум (лат. Isca Dumnoniorum), который бритты называли Кайр-Уиск (совр. Эксетер), римляне возвели свою крепость. Впрочем, в 67 году основные силы легиона были переброшены на северо-восток — в Глевум (современный Глостер).
Таким образом, земли Думнонии попали под римское владычество; однако оно в данной части Британии носило во многом номинальный характер. После ухода легионеров из Иска Думнониорум (в некоторых пунктах страны римское военное присутствие, впрочем, сохранялось) город превращается в процветающий центр Римской Британии, имеющий статус полуавтономной городской общины (civitas). В городе появились монументальные общественные здания в провинциально-римском стиле, включая бани и форум, а к концу II века были построены городские стены толщиной в 3 метра и высотой в 6 метров.
В целом же думнониев романизация в годы римского правления затронула слабо, и они в основном сохраняли привычный уклад жизни. Число римских вилл здесь, в отличие от других районов Римской Британии, было невелико. Экономическая деятельность сводилась к добыче олова и его вывозу через несколько небольших портов.
В конце III века в Думнонии сложилось государство, возглавляемое собственными правителями — предками королей позднейшей самостоятельной Думнонии. Столицей государства стал город Иска Думнониорум.

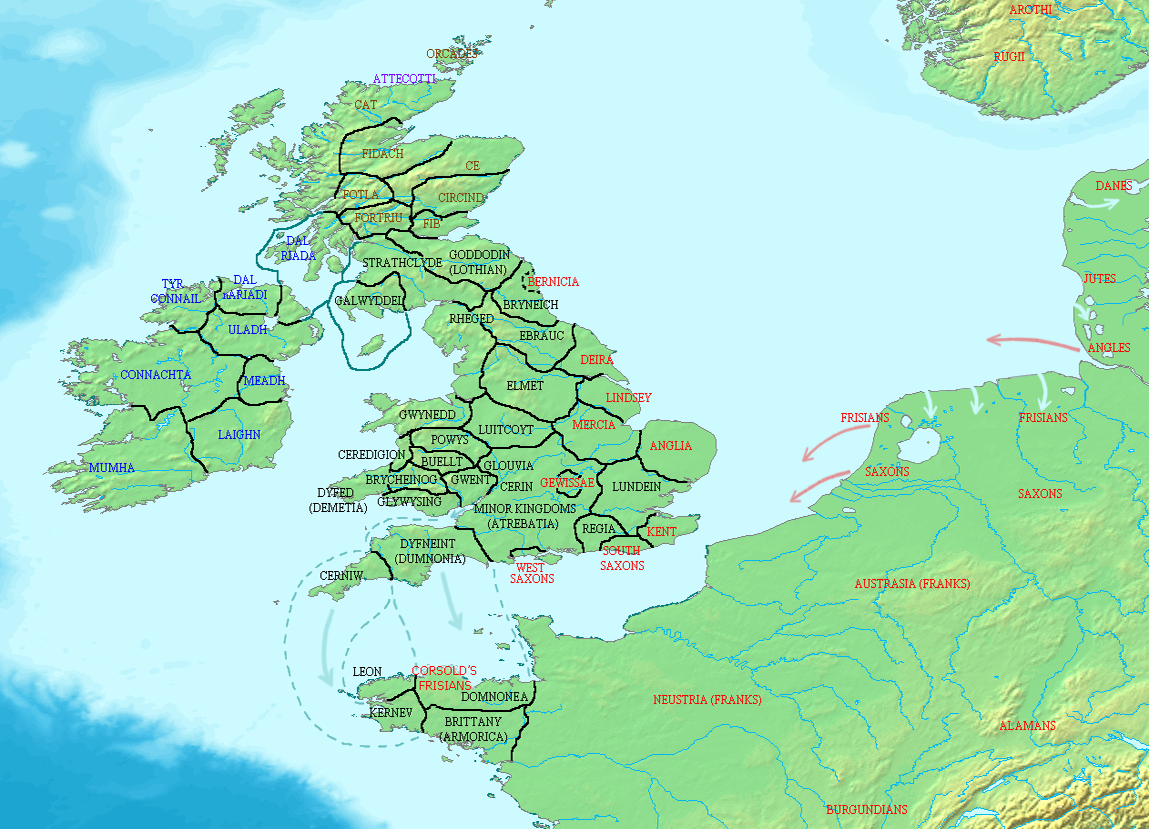
Британия в 500 году

В 407 году провозглашённый находившимися в Британии римскими легионами императором Константин III увёл все войска из Британии в Галлию, а в 410 году правивший в Риме император Гонорий своим рескриптом отменил римский протекторат над Британией. Последняя была предоставлена самой себе. С этого времени Думнония обретает полную самостоятельность. Время от времени на части территории Думнонии возникали «субкоролевства» (Корнубия, Лионессе), но управлялись они в полном согласии с центром.
В конце IV века начинается процесс массового переселения бриттов из южной Британии в лежащую к югу от Ла-Манша область Арморику (позднейшая Бретань), где примерно в 395 году возникает королевство Арморика. В V—VI веках, после англосаксонского вторжения в Британию, процесс переселения принял ещё более значительные масштабы. Участие думнониев в этом переселении было значительным; есть мнение, что они составляли даже бо́льшую часть переселенцев. Подтверждением этому служит и название Домнония, которое получила северо-восточная Арморика (в V—VII веках Домнония выступает даже как самостоятельное маленькое королевство).
Уже в начале VI века усиливается натиск на Думнонию западных саксов, образовавших королевство Уэссекс. В 577 году, когда король Уэссекса Кевлин в битве при Деорхаме одержал победу над союзными войсками трёх бриттских королей и захватил их владения, выйдя к бристольскому заливу, Думнония лишилась сухопутной связи с другими бриттскими королевствами. В 658 году, думнонцы потерпели поражение в сражении при Пеоннуме, в результате чего к Уэссексу отошла часть нынешнего графства Сомерсет. Англосаксонские хроники за 661 год упоминают сражение в битве при Посенсбурге. Хотя из контекста видно, что это битва против Вульфхера Мерсийского, если Посентесбурх отождествляется с Посбури, около Кредитона, в Девоншире, то можно предположить, что в этом конфликте принимали участие и думнонцы. В 670 году Западные саксы, во главе с Кенвалом, захватили центральный Сомерсет, включая важный религиозный центр в Гластонбери. В 682 году силы Уэссекса «продвинулись до моря», возле реки Парретт, но подробности не ясны. За 685 год Хроника принцев описывает «частичную» победу бритов на юго-западе при военно-морской поддержке из Королевства Бретань, которая заставила западных саксов отступить. В «Жизни Виллибальда» у Святого Бонифация, глава монастыря в Экзчестера, который можно отождествить с современным Эксетером(Каэр-Уиск), имеет германское имя Вульфхард в то время, когда Бонифаций учился там. Бонифаций англосакс по рождению (используя «Англосаксонский» в своем письме к английскому народу), и поэтому Эксетер, возможно, уже находился под контролем Уэссекса в то время, то есть в конце VII века. В это время Думнония, видимо была под влиянием Альдхельма, епископа Шерборнского. Известно его обращение около 705 года к королю Герренту в отношении празднования даты Пасхи. В 710 году, когда король Думнонии Геррент пал в битве с войсками короля Уэссекса Ине, Думнония потеряла и остальную часть Сомерсета. Около 721 года корнцы нанесли поражение англосаксам в битве у реки Хехил. В 722 году Ине продвигается к реке Тамар, но потерпев поражение, отступает. Крепость саксов в Тонтоне была разрушена.
В 753 году, западные саксы во главе с Кутредом сражались с уэльсцами Корнуолла. Результат не известен, но корнуэльцы сохранили свою независимость. Примерно в 755 году территория «Дефнас» находилась под значительным давлением со стороны западных саксов, происходит расширение Уэссекса на запад. В следующие тридцать лет восточный и северный Девон постоянно атакуется саксами. В 784 году, предполагается, что Эксетер был взят Киневульфом в результате осады. Кампания Эгберта в Девоншире между 813 и 822 годами, вероятно, ознаменовала завоевание большей части Думнонии, оставив лишь только крайнюю часть, то что сегодня называется Корнуоллом, известное в то время как Керниу, а у англосаксов как «Западные Чужаки (Уэльсцы)». В 825 году между «валлийцами», предположительно Думнонией, и англосаксами, произошла битва. В англосаксонской хронике говорится: «Мы сражались с уэльсцами и девонцами в Гафулфорде» (возможно, Галфорд, в западном Девоне). Однако нет упоминаний о том, кто выиграл или кто проиграл. В 825 году произошла Битва при Камелфорде между Уэссексом и Корнцами, в результате которой саксы победили. В 838 году произошло восстание корнцев, поддержанные датчанами. Их объединённые силы были разбиты Уэссексцами, в битве при Хингстон Даун.
В течение последующих 20 лет был присоединён и район Девона, включая столицу Думнонии. К 880-м годам Уэссекс получил контроль над, по крайней мере, частью Корнуолла, где Альфред Великий имел поместья.
Однако Корнуолл ещё длительное время успешно отстаивал независимость, и только в 925 году Корнцы были выселены из Эксетера королем Этельстаном, который подчинив Корнуолл, определил границу Корнуолла с Англией по реке Тамар. В 927 году Хивел присягнул на верность королю Англии Этельстану; потомки Хивела были вассалами Англии и носили титул графов Корнуолла. Около 931 года Этельстан в Экстере принял присягу от корнуолльских правителей и установил границу между своими и их владениями.
Хотя хронология расширения Уэссекса по полуострову Корнуэлл не совсем подробна, скорее всего земли Думнонии были частью королевства Эдуарда Исповедника. Согласно хронике XV века Gesta Herewardi, в середине XI века в Корнуэлле правит некий Алет. Считается что некий Кадок Корнуэльский был свергнут Вильгельмом Завоевателем, стерев последние следы королей Думнонии в Британии, хотя он впервые появляется в трудах антиквариата XV века Уильяма Вустерского. По данным Вадима Эрлихмана бритты Корнуолла сохраняли остатки независимости до 1045 года.

## Правители Думнонии
- Карадок[англ.] (290—305)
- Динот[англ.] (305—340)
- Кинан ап Герайнт (340—387), был женат на Урсуле, дочери предыдущего.
- Гадеон ап Кинан (387—405)
- Гворемор ап Гадеон (405—415)
- Тудвал ап Гворемор (415—425)
- Кономор ап Тудвал (425—435)
- Константин ап Кономор (435—443)
- Эрбин ап Константин (443—480)
- Герайнт ап Эрбин (480—508)
- Кадо ап Геррен (508—537)
- Константин ап Кадок (537—560) ум. в 576 году;
- Герайнт ап Константин (560—598)
- Бледрик ап Герайнт (598—613)
- Клемент ап Бледрик (613—633)
- Петрок ап Клемент (633—658)
- Кулмин ап Петрок (658—661)
- Донарт ап Кулмин (661—700)
- Герайнт ап Донарт (700—710)
- Ител ап Донарт (710—715)
- Дивнуал ап Ител (715—750)
- Каурдолли ап Дивнуал (750—770)
- Освальд ап Каурдолли (770—790)
- Гернам ап Освальд (790—810)
- Хопкин ап Гернам (810—830)
- Мордаф ап Хопкин (830—850)
- Ферфердэн ап Мордаф (850—865)
- Донарт (865—876)
- Элуйд ап Ферфердэн (876—890)
- Алонор ап Элуйд (890—900)
- Рикат (900—910)
- Хивел (910—926)
- Конан ап Алонор (926—937)
- Ролоп ап Алонор (937—?)
- Вортегун ап Ролоп («герцог Корнуолла и Уэссекса»)
- Вефун ап Вортегун («герцог Корнуолла и Уэссекса»)
- Алурд ап Вефун («герцог Корнуолла и Уэссекса»)
- Годвин ап Алурд («герцог Корнуолла и Уэссекса»), возможно он и Годвин Уэссекский одно и то же лицо.
- Герберт ап Годвин (?—1066)
- Кадок ап Герберт[англ.]
- Бриан Бретонский (ок.1070—1086)
- Роберт, граф де Мортен (1086—1095)
- Вильгельм, граф де Мортен (1095—1104)
- Кадок ап Кадок (1104—?)